# Katharina Weiss (Taekwondoin)
Katharina Weiss (* 7. März 1990) ist eine deutsche Taekwondoin. Sie startet in der Gewichtsklasse über 73 Kilogramm.
Ihre erste internationale Medaille gewann sie mit Bronze bei der Junioreneuropameisterschaft 2009 in Vigo. Im folgenden Jahr bestritt sie bei der Europameisterschaft in Sankt Petersburg schließlich ihre ersten internationalen Titelkämpfe im Erwachsenenbereich. Weiss erreichte das Viertelfinale, wo sie gegen Rosana Simón ausschied. Bei ihrer ersten Weltmeisterschaft 2011 in Gyeongju schied Weiss nach ihrem Auftaktkampf aus. Erfolgreich war sie bei der Europameisterschaft 2012 in Manchester. Sie erreichte das Halbfinale und gewann die Bronzemedaille.
Weiss startet für den Verein Taekwondo Özer Nürnberg. Sie ist Mitglied der Sportfördergruppe der Bundeswehr. Im Jahr 2010 gewann sie bei der Militärweltmeisterschaft den Titel im Schwergewicht. Außerdem gewann sie in ihrer Gewichtsklasse seit 2008 fünf nationale Meistertitel in Folge.